# Kvicksjön
Kvicksjön är en sjö i Västerviks kommun i Småland och ingår i Botorpsströmmens huvudavrinningsområde. Sjön har en area på 0,301 kvadratkilometer och ligger 97,3 meter över havet.

## Delavrinningsområde
Kvicksjön ingår i det delavrinningsområde (641943-152118) som SMHI kallar för Utloppet av Kyrksjön. Medelhöjden är 107 meter över havet och ytan är 30,43 kvadratkilometer. Räknas de 4 avrinningsområdena uppströms in blir den ackumulerade arean 105,41 kvadratkilometer. Avrinningsområdets utflöde Botorpsströmmen (Tynnsån) mynnar i havet. Avrinningsområdet består mestadels av skog (51 procent), öppen mark (11 procent) och jordbruk (23 procent). Avrinningsområdet har 3,84 kvadratkilometer vattenytor vilket ger det en sjöprocent på 12,6 procent.